# Dol migratori
S'anomena dol migratori, o síndrome d'Ulisses, el període durant el qual la persona immigrada suporta el procés de superació de la tristesa i l'estrès ocasionats pel sentiment de desarrelament i de pèrdua de la casa, la família, els amics, l'estatus social, etc. A tots aquests sentiments se suma el fet d'haver-se d'adaptar a una nova cultura, un nou clima, un nou paisatge; i, sovint, aprendre una nova llengua.
En els infants, aquesta situació emocional encara es complica més, ja que molt sovint no comprenen els motius del canvi ni veuen justificades totes aquestes pèrdues. En definitiva, pateixen el desarrelament d'una manera no volguda, imposada per la decisió dels seus pares. En l'adolescència, a més a més, s'agreugen molt els trastorns que ja són propis d'aquesta edat.
El conjunt d'aquests símptomes psíquics i somàtics han donat lloc a la definició d'una síndrome anomenada Síndrome de l'immigrant amb estrès crònic i múltiple, més coneguda per síndrome d'Ulisses. Es caracteritza per un estrès crònic que ve associat a la problemàtica dels emigrants en establir-se en una nova residència. El nom ve donat de l'heroi mític Ulisses el qual, perdut durant molts anys (deu segons Homer) al seu camí d'anada i tornada d'Ítaca, enyorava la seva terra d'origen però es veia impossibilitat de tornar-hi.
La síndrome d'Ulisses no solament actua per si mateixa sinó que, com tota situació d'estrès, contribueix a accelerar o desenvolupar certes patologies que podien trobar-se latents en aquells qui la sofreixen. Per exemple, pacients amb predisposició a desenvolupar brots psicòtics poden veure'n accelerada o augmentada l'aparició a causa de l'estrès, d'aquí que la taxa d'aquestes patologies sigui més gran en el col·lectiu d'immigrants que en la població general.